# Burg Nový Herštejn
Die Burg Nový Herštejn, ursprünglich Herštýn (Neu Hirschstein, früher Herrnstein) liegt als Ruine einer Höhenburg anderthalb Kilometer südwestlich von Němčice (Nemetz) im Okres Domažlice in Tschechien.

## Geographie
Die Burgruine befindet sich westlich der Staatsstraße II/184 zwischen Němčice (Nemetz) und Kdyně (Neugedein) auf dem Herštýn (Herrnstein; 681 m n.m.) im Branžovský hvozd (Branschauer Wald) in der Švihovská vrchovina (Schwihauer Bergland). Um die Ruine Nový Herštejn erstreckt sich das Naturschutzgebiet Herštýn. Am südlichen Fuße des Burgberges liegt die Siedlung Nový Herštejn. Gegen Südosten entspringt der Bukovský potok.

## Geschichte
Die Burg ist mit dem Geschlecht der Herren von Welhartitz (Páni z Velhartic) verbunden, die sie wohl in der zweiten Hälfte des 13. Jahrhunderts durch Bušek II. von Welhartitz erbauten. Im Jahr 1475 wurde die Burg von den Truppen der bayerischen Herzöge belagert, mit denen Jan Herštýnský von Welhartitz in dauernder Fehde lag; nach dem Angriff wurde er von den Bayern gefangen genommen. Die kurze Zeit später an die Herren von Riesenberg verkaufte Burg selbst wurde so stark beschädigt, dass sie nicht mehr dauernd bewohnbar war.

## Beschreibung
Von der Ruine auf dreieckigem Grundriss sind der Wall, Umfassungsmauern und der Palas in Ruinen erhalten.